# Ilja
Ilja ist ein Vorname.

## Herkunft und Bedeutung
Ilja (russisch Илья; serbisch Илија; bulgarisch Илия; ukrainisch Ілля) ist die deutsche Schreibweise der slawischen Form des alttestamentlichen Namens eines Propheten, Elija oder hebräisch אֵלִיָּהוּ ʾĒlijjā́hû. Ilja ist mit dieser Herkunft wie ebenso Elias ein theophorer Name, er enthält die Kurzform jhw (יהו) eines Gottesnamens und bedeutet „Mein Gott [ist] Jahu“. Alternative Schreibweisen der männlichen Namensform sind Ilia, Iljia, Iljas, Illja, Ilya.
Eine weibliche Form des Namens lautet auch Iljina (russisch Ильина; serbisch Илијана; bulgarisch Илиана), in Italien Ilia, in Griechenland Ηλία; französische Formen sind Elia und Eliette.
Als russischer Vatersname (Patronym) lautet der Name bei Jungen Iljitsch (Ильич), bei Mädchen Iljinitschna (Ильинична).

## Weitere Nebenformen und Schreibweisen
Durch die unterschiedliche Transkription aus dem Russischen ergeben sich auch verschiedene Schreibweisen des Vornamens Ilja. So wurde er im anglo-amerikanischen Sprachraum in der Variante Illya populär, als in den 1960er-Jahren der schottische Schauspieler David McCallum in einer der beiden Hauptrollen der Fernsehserie The Man from U.N.C.L.E. (Solo für O.N.C.E.L.) fünf Jahre lang den russischen Geheimagenten Illya Kuryakin verkörperte.

## Namensvarianten
- Iljas (aserbaidschanisch)
- Elijah, Elias, Elihu, Ilya (englisch)
- إيليا, إلياس(arabisch)
- Եղիա (armenisch)
- Ілья, Ілля, Ільля, Галляш, Гальляш, Ілляш, Ільляш, Ілія (belarussisch)
- Илья (russisch)
- Илия, Ило, Иле, Илко, Ильо, Илчо, Илийчо, Личо, Личе, Илиан, Илиян, Илин, уменьшительные: Илианчо, Илиянчо, Илинчо, Илко, Ильо, Илчо, Ило, Иле (bulgarisch)
- Eliez, Eliaz (bretonisch)
- Elis, Eleias (walisisch)
- Illés (ungarisch)
- Ηλίας (griechisch)
- ილია (georgisch)
- Elias (dänisch)
- אליהו, איליה (hebräisch)
- Elías (spanisch)
- Elia (italienisch)
- 伊利亚 (chinesisch)
- 일리야 (koreanisch)
- Elias (norwegisch)
- Eliasz (polnisch)
- Elias, El, Eli, Li, Lias, Liasinho, Litinho, Lizinho, Lilias (portugiesisch)
- Илија, Ilija, Иле, Ile (serbisch)
- Ильяс (tatarisch)
- İlyas (türkisch)
- Ілля (ukrainisch)
- Élie, Elière, Elias, Ilya (französisch)
- Eliáš, Ilja, Ela, Eliášek, Iljuška, Ilječka, Iloušek, Ilek (tschechisch)
- Elia (esperanto)
- イリヤ (japanisch)

## Hypokoristikum
Kosenamen, die sich vom Namen Ilja ableiten.
- Neutral: Iljuscha
- Familiär oder freundlich: Iljucha
- Koseform: Iljuschka, Iljunja, Iljuschenka, Iljuschetschka, Iljunetschka, Iljuschka, Iljuntchik, Iljussja, Iljussik, Ilka, Ila, Ilenka, Iletschka

## Bekannte Namensträger

### Vorname

#### Ilja
- Ilja Alexandrowitsch Altman (* 1955), russischer Historiker und Holocaustforscher
- Ilja Isjaslawowitsch Awerbuch (* 1973), russischer Eiskunstläufer
- Ilja Bereznickas (* 1948), litauischer Illustrator und Trickfilmmacher
- Ilja Wladimirowitsch Bjakin (* 1963), russischer Eishockeyspieler
- Ilja Bohnet (* 1967), deutscher Physiker und Krimiautor
- Ilja Brener (* 1989), deutscher Schachspieler
- Ilja Nikolajewitsch Brysgalow (* 1980), russischer Eishockeytorhüter
- Ilja Grigorjewitsch Ehrenburg (1891–1967), russischer Schriftsteller und Journalist
- Ilja Florentjewitsch Florow (1908–1983), russischer Flugzeugkonstrukteur
- Ilja Michailowitsch Frank (1908–1990), russischer Physiker und Nobelpreisträger
- Ilja Jakowlewitsch Ginzburg (1859–1939), russischer Bildhauer
- Ilja Glebov (* 1987), estnischer Eiskunstläufer
- Ilja Glusgal (1921–1983), deutscher Schlagersänger
- Ilja Gurewitsch (* 1972), US-amerikanischer Schachgroßmeister ukrainischer Herkunft
- Ilja Hurník (1922–2013), tschechischer Pädagoge, Komponist und Schriftsteller
- Ilja Arnoldowitsch Ilf (1897–1937), russischer Journalist und Schriftsteller
- Ilja Iljin (* 1988), kasachischer Gewichtheber und Olympiasieger
- Ilja Iwanowitsch Iwanow (1870–1932), russischer Biologe
- Ilja Kabakow (1933–2023), russischer Maler und Installationskünstler
- Ilja Kaenzig (* 1973), Schweizer Fußballfunktionär
- Ilja Sergejewitsch Klimkin (* 1980), russischer Eiskunstläufer
- Ilja Walerjewitsch Kowaltschuk (* 1983), russischer Eishockeyspieler
- Ilja Alexandrowitsch Kulik (* 1977), russischer Eiskunstläufer
- Ilja Igorewitsch Lagutenko (* 1968), russischer Schauspieler
- Ilja Wladislawowitsch Markow (* 1972), russischer Leichtathlet und Olympiagewinner
- Ilja Iwanowitsch Maschkow (1881–1944), russischer Maler
- Ilja Fjodorowitsch Mate (* 1972), russischer Sportler und Olympiasieger im Ringen
- Ilja Iljitsch Metschnikow (1845–1916), ukrainischer Zoologe und Nobelpreisträger
- Ilja Markow Popgeorgiew (1805–1898), bulgarischer Freiheitskämpfer, er nannte sich „Iljo Wojwoda“
- Ilja Mieck (1932–2010), deutscher Historiker
- Ilja Prachař (1924–2005), tschechischer Schauspieler
- Ilja Leontjewitsch Rabinowitsch (1891–1942), russisch-sowjetischer Schachmeister
- Ilja Jefimowitsch Repin (1844–1930), russischer Maler des Realismus
- Ilja Richter (* 1952), deutscher Schauspieler und TV-Moderator
- Ilja Alexandrowitsch Saz (1875–1912), russischer Komponist
- Ilja Seifert (1951–2022), deutscher Politiker, MdB
- Ilja Sergejewitsch Rosljakow (* 1983), russischer Skispringer
- Ilja Bela Schulmann (1922–2014), ein sowjetischer Dolmetscher und Held der Stadt Radebeul.
- Ilja Schneider (* 1984), deutscher Schachspieler
- Ilja Schumow (1819–1881), russischer Schachmeister und -komponist
- Ilja Anatoljewitsch Simin (1972–2006), russischer Journalist und Verbrechensopfer
- Ilja Srubar (* 1946), tschechischer Soziologe
- Ilja Grigorjewitsch Tschaschnik (1902–1929), russischer Künstler
- Ilja Grigorjewitsch Tschawtschawadse (1837–1907), georgischer Nationaldichter
- Ilja Tschernyschow (* 1985), kasachischer Radrennfahrer
- Ilja Petrowitsch Worobjow (* 1975), deutsch-russischer Eishockeyspieler
- Ilja Zaragatski (* 1985), deutscher Schachspieler
- Ilja Zeljenka (1932–2007), slowakischer Komponist

#### Ilia
- Ilia II. (* 1933), georgischer Geistlicher
- Ilia Belorukov (* 1987), russischer Improvisationsmusiker
- Ilia Gruev (Fußballspieler, 1969) (* 1969), bulgarisch-deutscher Fußballspieler und -trainer
- Ilia Gruev (Fußballspieler, 2000) (* 2000), bulgarisch-deutscher Fußballspieler
- Ilia Korol (* 1969), österreichisch-ukrainischer Musiker
- Ilia Malinin (* 2004), US-amerikanischer Eiskunstläufer
- Ilia Ostrogski (1510–1539), polnisch-litauischer Fürst und Staatsbeamter (Starost), siehe Konstantin Iwanowitsch Ostroschski#Ehe und Nachkommen
- Ilia Smirin (* 1968), belarussisch-israelischer Schachgroßmeister

#### Ilija
- Ilija Abutović (* 1988), serbischer Handballspieler
- Ilija Brozović (* 1991), kroatischer Handballspieler
- Ilija Dürhammer (* 1969), österreichischer Schriftsteller
- Ilija Džuvalekovski (1915–2004), mazedonischer Schauspieler
- Ilija Hranilović (1850–1889), griechisch-katholischer Bischof
- Ilija Janjić (* 1944), montenegrinischer Bischof
- Ilija Lupulesku (* 1967), serbisch-amerikanischer Tischtennisspieler
- Ilija Petković (1945–2020), serbischer  Fußballspieler und -trainer
- Ilija Trojanow (* 1965), deutsch-bulgarischer Schriftsteller
- Ilija Zovko (1941–2009), kroatischer Schauspieler

#### Iljas
- Iljas Imranowitsch Schurpajew (1975–2008), russischer Journalist

#### Illja
- Illja Nyschnyk (* 1996), ukrainischer Schachspieler

#### Ilya
- Ilya Prigogine (1917–2003), russisch-belgischer Chaostheoretiker und Nobelpreisträger
- Ilya Welter (* 1966), deutsche Synchronsprecherin
- Ilya Kovalchuk

### In der Mythologie
- Ilia, die Königstochter und Vestalin Rhea Silvia – auch Ilia genannt – vom Kriegsgott Mars entehrt und geschwängert, war die leibliche Mutter der Zwillinge Romulus und Remus, der später sagenhaften Gründer der Stadt Rom. Somit ist die Ilia die mythologische Urmutter Roms, während ihr Vergewaltiger, der kriegsgewaltiger Gott Mars, als der eigentliche Urvater der Stadt Rom gilt.[1]

### Fiktive Personen
- Ilja Muromez, mythischer Held (Bogatyr) der russischen Sage
- Ilja Iljitsch Oblomow, Romanheld von Iwan Alexandrowitsch Gontscharow (1812–1891)
- Ilja Rogoff, ein hundertdreißigjähriger, für Knoblauch-Präparate eines deutschen Pharmakonzerns werbender bulgarische Bauer
- Illya Kuryakin, russischer Geheimagent und Partner von Napoleon Solo in der mehr als hundertteiligen US-amerikanischen TV-Serie Solo für O.N.C.E.L. (1964–1968)
- Ilia (Troja), Prinzessin von Troja, Tochter des Priamus, (Sopran-Rolle) in der Mozart-Oper Idomeneo
- Illya, das Hafenmädchen von Piräus, dargestellt von Melina Mercouri, Titelheldin in dem Broadway-Musical „Illya Darling“ nach dem Jules Dassins Filmklassikers Sonntags… nie!, im Film von 1960 und in der Romanvorlage: „Ilya“.

### Nachname
- Arturo Umberto Illia (1900–1983), argentinischer Politiker und Arzt
- Jakob Ilja (* 1959), deutscher Gitarrist und Filmkomponist

## In der Biologie
- Apatura ilia der wissenschaftliche Name des Kleinen Schillerfalters – eines Schmetterlings.

## Geografische Namen
- Sveti Ilija, drei gleichnamige Berge in Kroatien an der süddalmatischen Küste (deutsch „Heiliger Elias“)
- Tunnel Sveti Ilija verbindet die kroatische Autobahn A1 mit dem Küstenort Baška Voda, unter dem Berg Sveti Ilija (Biokovo), (1642 m).[2]
- Sveti Elija, Gemeinde in Kroatien
- Ilia (Hunedoara) (deutsch: Elienmarkt), Gemeinde in Rumänien
- Ilija (Bulgarien), zur Gemeinde Newestino gehörendes Dorf in Westbulgarien
- Ilija (Slowakei), Gemeinde in der Mittelslowakei
- Ilja (Kotuikan), Zufluss des Kotuikan, Region Krasnojarsk, Sibirien, Russland, Asien
- Ilja (Onon), linker Nebenfluss des Onon in der Region Transbaikalien (Russland)
- Gora Swatogo Ilji (гора Святого Ильи), (ursprünglich) russischer Name des St. Elias Berg in Alaska
- Saliw Svatogo Ilji (залив Святого Ильи), (ursprünglich) russischer Name der St. Elias Bucht vor Alaska und vor Kap Saint Elias (auf Kayak Island), entdeckt und benannt am 20. Juli 1741 durch Vitus Bering
- Ilia (Griechenland) (griechisch: Ηλεία – Ileía), Präfektur in West-Peloponnes